# Brusselpoort

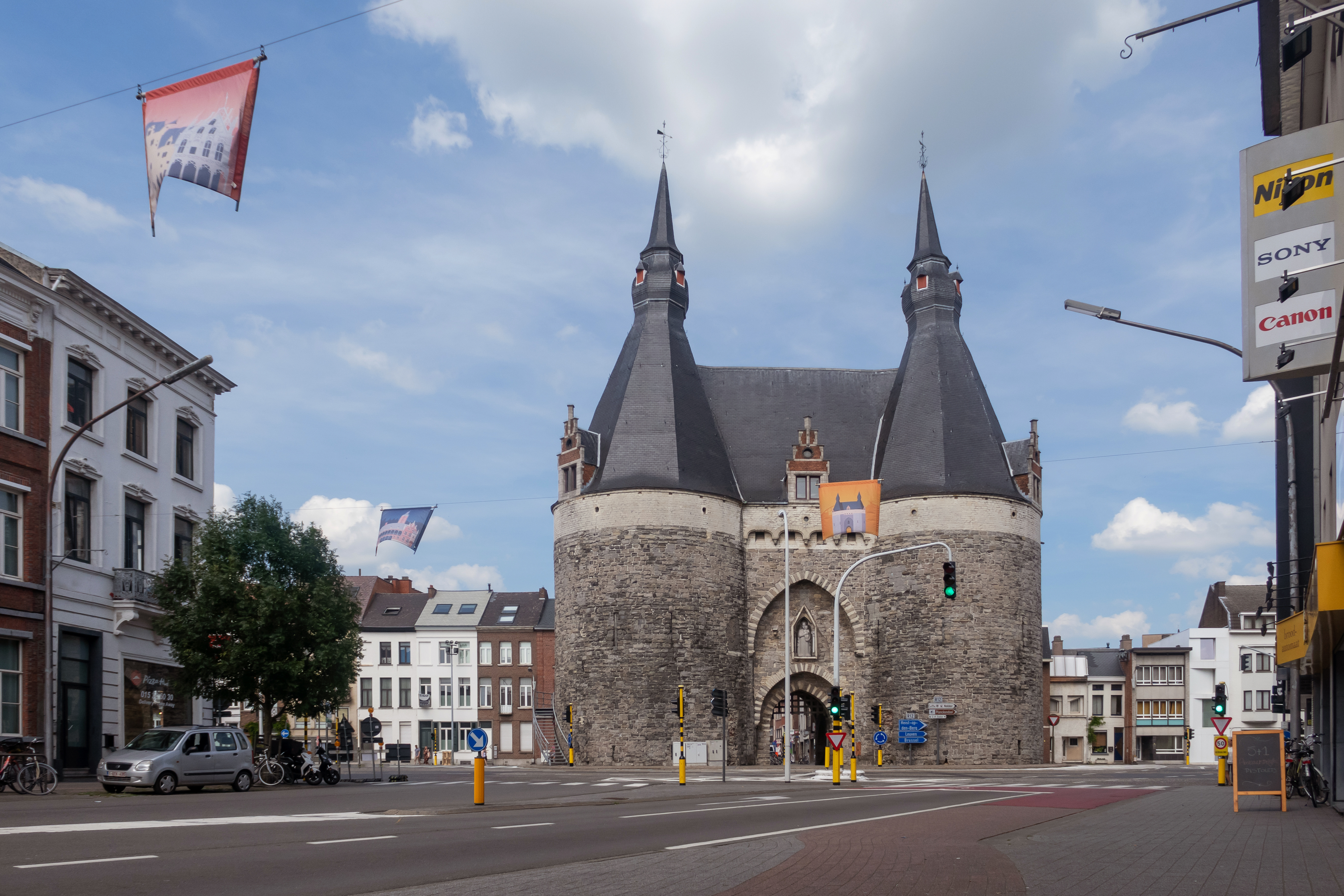
La Brusselpoort de Malinas.

La Brusselpoort es la única puerta que se conserva de la ciudad de Malinas (Bélgica) de las doce que tuvo originalmente.
Esta imponente estructura data del siglo XIII. Era la puerta de más entidad de cuantas existían, por eso también se la conoce como Overste poort, es decir, "Puerta Superior". Sus torres fueron rebajadas en el siglo XVI, y la urbanización del entorno modificó en parte su configuración. 
A lo largo de la historia, el edificio ha tenido diferentes usos: del original, ser puerta de la ciudad, pasó a ser una comisaría, un centro para jóvenes e incluso el taller de trabajo del artista Alfred Ost.
En la actualidad, alberga el Museo de Historia de Malinas, que contiene piezas desde el siglo XI. En él se aborda la historia del entorno vista desde la perspectiva de la ciudad, tratando su relación con los Habsburgo o con la Guerra Santa.